# Arthur Treacher's
O Arthur Treacher's Fish & Chips é um restaurante americano de fast food de frutos do mar e uma antiga rede. No auge de sua popularidade, no final da década de 1970, possuía 826 lojas. No entanto, em março de 2023, restavam apenas três unidades autônomas do Arthur Treacher's. O cardápio oferece frutos do mar fritos ou frango, acompanhados de batatas fritas.

## História

### Nome do restaurante

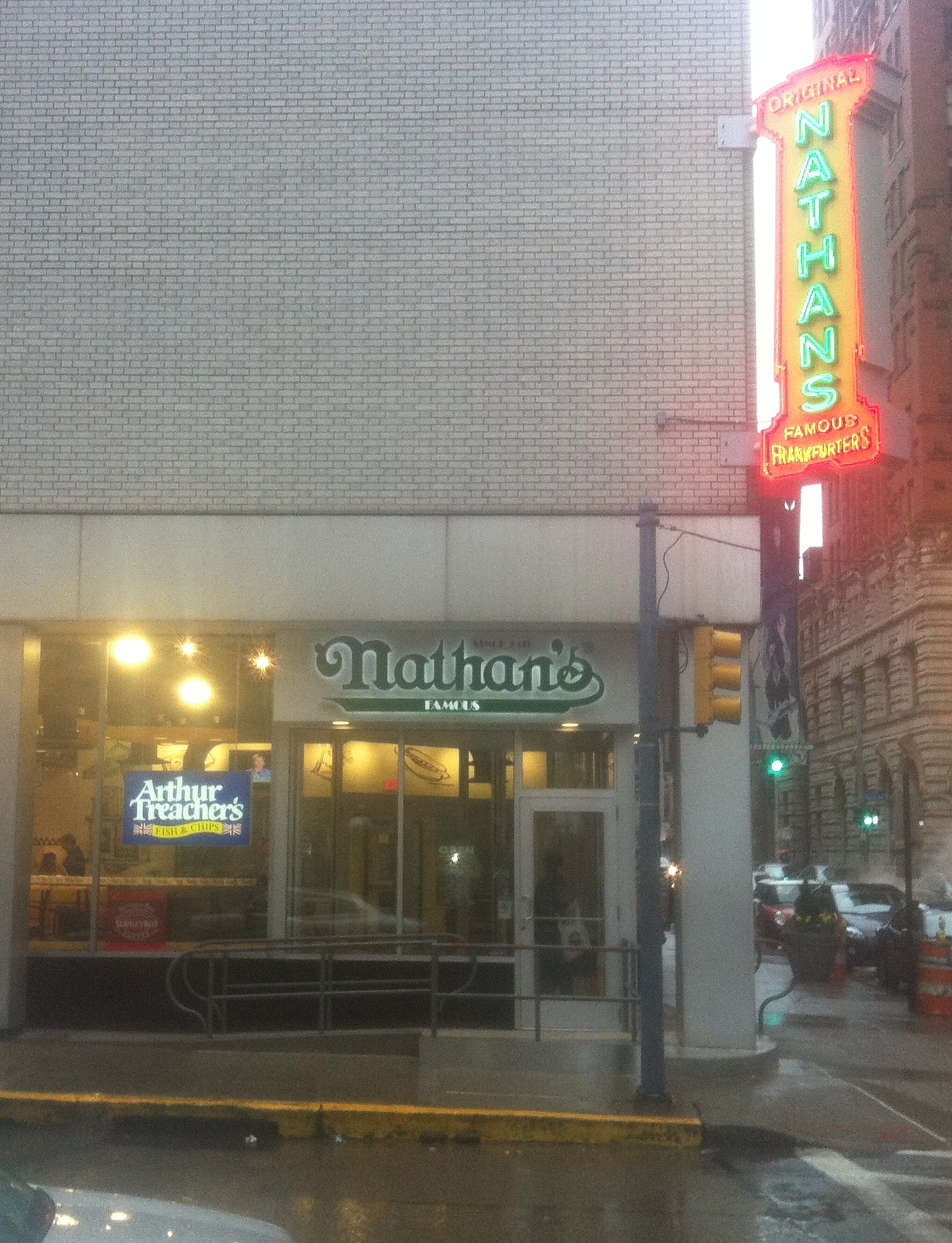
Um Arthur Treacher's já fechado, com a marca conjunta de um Nathan's Famous em Downtown Pittsburgh

O homônimo da rede é Arthur Treacher (1894-1975), um ator inglês conhecido como “o mordomo perfeito” por suas atuações como Jeeves, como mordomo em vários filmes de Shirley Temple e no papel de Constable Jones em Mary Poppins, da Walt Disney Productions. Na época em que a rede foi fundada, Treacher era mais conhecido como locutor e ajudante de Merv Griffin no The Merv Griffin Show. Embora Treacher nunca tenha confirmado se tinha envolvimento financeiro com os restaurantes, ele “serviu como porta-voz da rede de restaurantes nos primeiros anos, ressaltando o caráter britânico da comida”. Treacher às vezes visitava os restaurantes, chegando em um ônibus vermelho de dois andares. Em uma entrevista de 1975, o vice-presidente da franquia New England, M. John Elliott, afirmou que a receita do peixe era do próprio ator, trazida do Reino Unido.

### National Fast Food Corp.
A empresa de franquia foi fundada em Columbus, Ohio, em 1969, como National Fast Food Corp. Seus diretores na época incluíam S. Robert Davis, seu amigo e futuro fundador da Wendy's, Dave Thomas, e L. S. Hartzog.
Davis era um empreendedor imobiliário que construiu e alugou várias propriedades do Kentucky Fried Chicken do Coronel Sanders. Mais tarde, Thomas vendeu suas franquias do KFC de volta para essa empresa por US$ 3 milhões. Hartzog dirigia uma cadeia de padarias que vendia bolachas para franqueados da KFC em todo o país.

### Fisher Foods
Em 1970, a Fisher Foods trocou capital e licenciou franquias da National, com um total de 550 franquias vendidas (106 somente para a Fisher), mas apenas 99 lojas estavam de fato em operação. Long John Silver's, Captain D's, Skipper's e Alfie's Fish & Chips também empregaram o conceito de franquia de peixe na mesma época. Com a ajuda dos anúncios de Arthur Treacher, essas empresas introduziram o fish and chips britânico no nordeste dos Estados Unidos, embora quatro anos depois que a Salt's Fish & Chips (mais tarde renomeada H. Salt, Esq. Authentic English Fish and Chips) introduziu o fish and chips britânico nos Estados Unidos, na Califórnia.

### Orange Co.
No início da década de 1970, a National Fast Food havia se tornado a Orange Co. Sob esse nome, Davis conduziu uma agressiva campanha de expansão de 1972 a 1976. Sem capital próprio, ele se baseou em generosos contratos de venda e leaseback. Sob os termos desses acordos, a Orange Co. vendia a investidores locais para novos restaurantes e, em seguida, assinava longos contratos de arrendamento, garantindo incondicionalmente a continuidade dos pagamentos do arrendamento caso os restaurantes fracassassem.

### Mrs. Paul's Seafood
Em 21 de novembro de 1979, a Orange Co. vendeu o Arthur Treacher's para a Mrs. Paul's. No entanto, de acordo com os termos de seus contratos originais de venda e leaseback, a Orange Co. permaneceu responsável por milhões de dólares de pagamentos aos investidores.
As “Guerras do Bacalhau” entre o Reino Unido e a Islândia durante a década de 1970 fizeram com que os preços do bacalhau dobrassem. A Mrs. Paul's reagiu substituindo o bacalhau islandês da receita de Arthur Treacher por escamudo, que era mais barato. A medida exacerbou as tensões com os franqueados - alguns dos quais já haviam retido um total de US$ 5 milhões em royalties pelo que consideravam um nível de serviço em constante declínio. O litígio decorrente do conflito acabou chegando ao Tribunal de Apelações dos Estados Unidos para o Terceiro Circuito.

### Lumara Foods
Depois de perder o caso para os franqueados e não ter como compensá-los, a Mrs. Paul's vendeu a Arthur Treacher's para a Lumara Foods of America Inc. em março de 1982. A Lumara Foods entrou com pedido de reorganização nos termos do Capítulo 11 do Código de Falências dos Estados Unidos quatro meses depois.

### Grupo de investimento
A empresa foi posteriormente comprada por um grupo de investidores, e os escritórios corporativos foram transferidos para Youngstown, Ohio. A empresa entrou em processo de falência em 1983. Dois anos depois, foi incorporada a uma empresa de fachada por Jim Cataland.
De 1985 a 1993, Cataland expandiu lentamente a empresa novamente. Em 1993, o dinheiro de um novo grupo de investidores foi usado para introduzir um conceito mais moderno de frutos do mar, para comprar mais lojas e para transferir a empresa de sua base de operações em Youngstown para Jacksonville, Flórida.

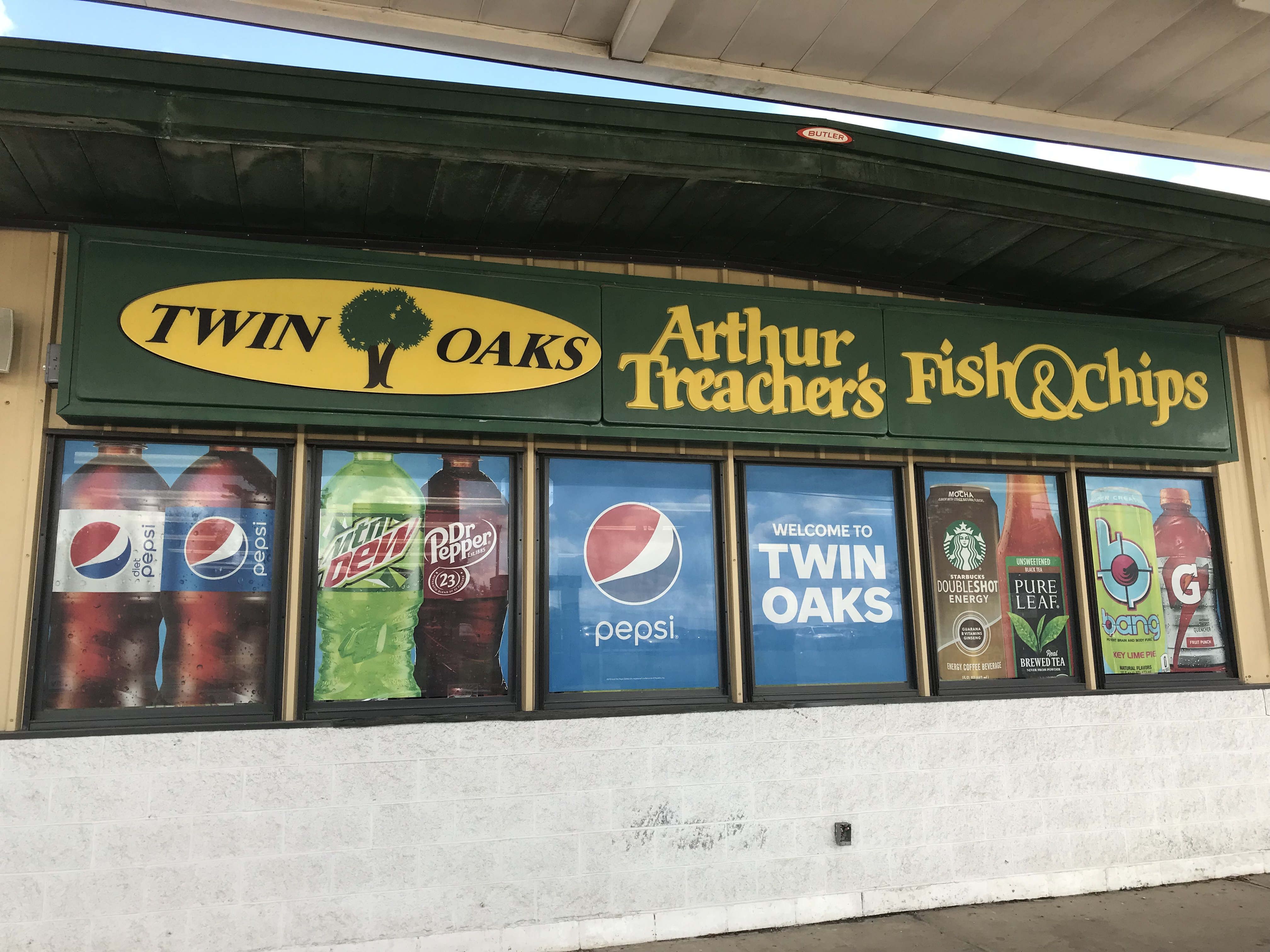
A loja de conveniência Twin Oaks em Pomeroy, Ohio, com uma loja Arthur Treacher's anexa, a única Arthur Treacher's remanescente conhecida em Ohio, além das lojas autônomas em Cuyahoga Falls e Garfield Heights

Em meados da década de 1980, as franquias em Detroit, Michigan, foram convertidas por seu proprietário em uma nova rede chamada Seafood Bay. A Arthur Treacher's comprou de volta seis unidades da Seafood Bay em 1997, mas não teve sucesso em revertê-las.
A empresa fez experiências com co-branding, formando uma aliança com a Arby's (originária do subúrbio de Boardman, em Youngstown) para locais com co-branding. Um desses locais existia em Breezewood, Pensilvânia. No entanto, no final da década de 1990, a Triarc, controladora da Arby's, removeu as partes da Arthur Treacher's de sua Arby's com marca compartilhada.

### Sistemas de Franquia PAT
Em 2002, a empresa detentora da marca registrada Arthur Treacher's foi adquirida pela PAT Franchise Systems, uma subsidiária integral da TruFoods Systems. Em 2006, a Nathan's Famous adquiriu os direitos exclusivos de comercializar a marca registrada Arthur Treacher's e vender seus produtos, em parceria com os conceitos da Nathan's Own, Kenny Rogers Roasters e Miami Subs. No entanto, a PAT Franchise Systems manteve um contrato de licença que lhe dá o direito de vender franquias da Arthur Treacher's Fish and Chips em oito estados.

### Nathan's Famous

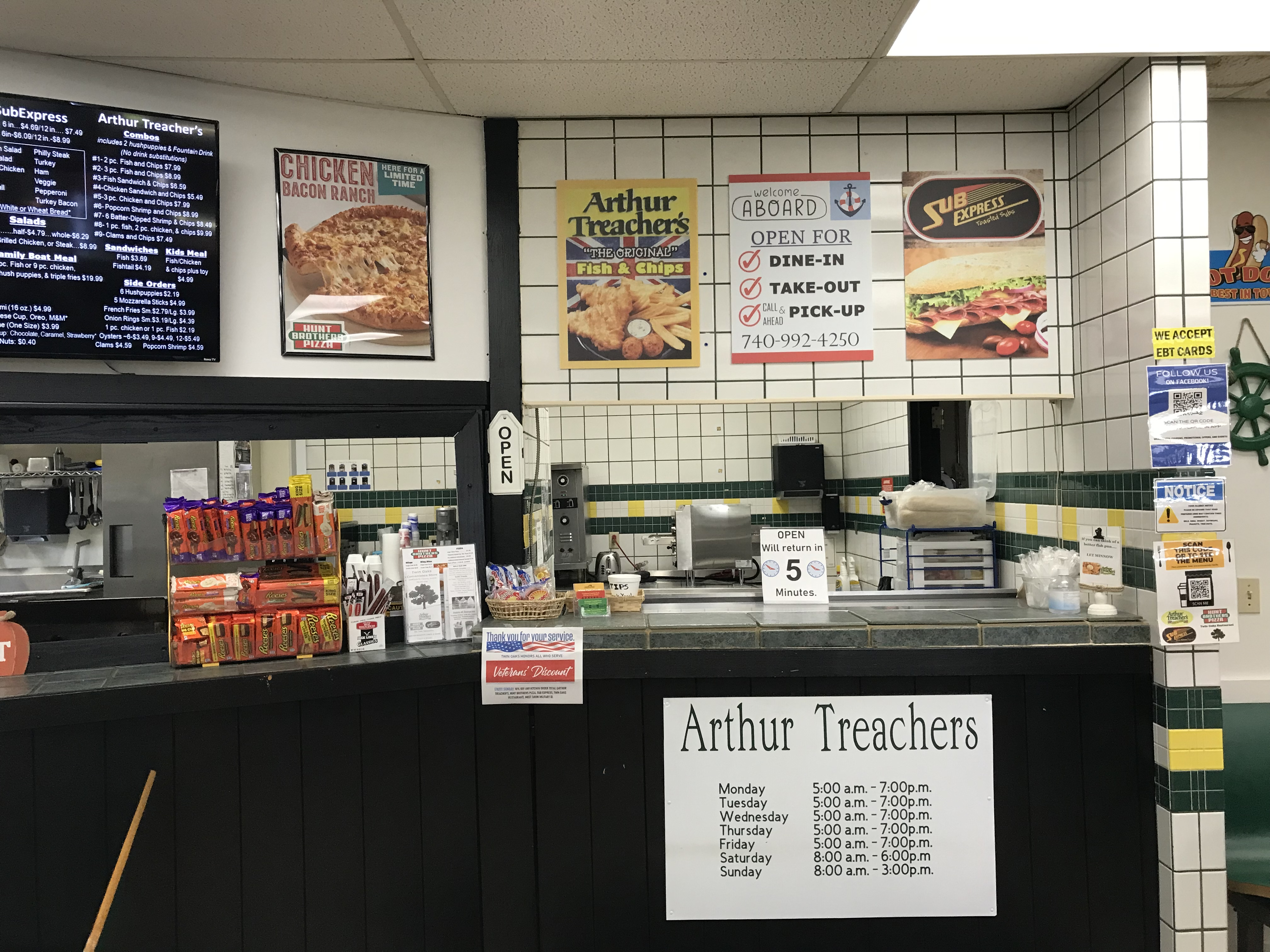
O interior do Arthur Treacher's em Pomeroy, Ohio

Em 2021, a Nathan's Famous anunciou planos para oferecer a comida da marca Arthur Treacher's em todo o país como um conceito de restaurante-fantasma disponível apenas por meio de serviços de entrega de comida. O vice-presidente sênior de restaurantes, James Walker, disse: “Achamos que é uma boa combinação de marca histórica e consagrada, com novo foco na comida”.

### Primeiro dos três locais autônomos restantes
O primeiro dos três restaurantes autônomos restantes do Arthur Treacher's está localizado na 1833 State Road, em Cuyahoga Falls, Ohio. Foi propriedade do franqueado Ben Vittoria do final da década de 1980 até 2024, quando ele o vendeu para o desenvolvedor George Simon. Ele atribui a fidelidade dos clientes à marca ao “sabor de um produto único e às lembranças de tempos mais felizes e menos complicados.” Em reconhecimento à sobrevivência do restaurante, o prefeito de Cuyahoga Falls, Don Walters, designou o dia 30 de junho de 2021 como o Arthur Treacher's Day.

### Últimos locais com franquia anexa e mais um reabre
Além do último restaurante autônomo da Arthur Treacher's em Cuyahoga Falls, Ohio, quatro Salvatore's Pizzerias em Rochester, Nova Iorque, têm franquias anexas da Arthur Treacher's ainda em operação. A Loja de Conveniência Twin Oaks na 34099 State Rt. 7 em Pomeroy, Ohio, também mantém uma franquia anexa da Arthur Treacher's, compartilhando o espaço da cozinha com uma Hunt Brothers Pizza e uma Sub Express. Em fevereiro de 2023, o restaurante na 12585 Rockside Road em Garfield Heights, Ohio, também de propriedade da Simon, reabriu, bem a tempo para o período da Quaresma.